# Hans Laine

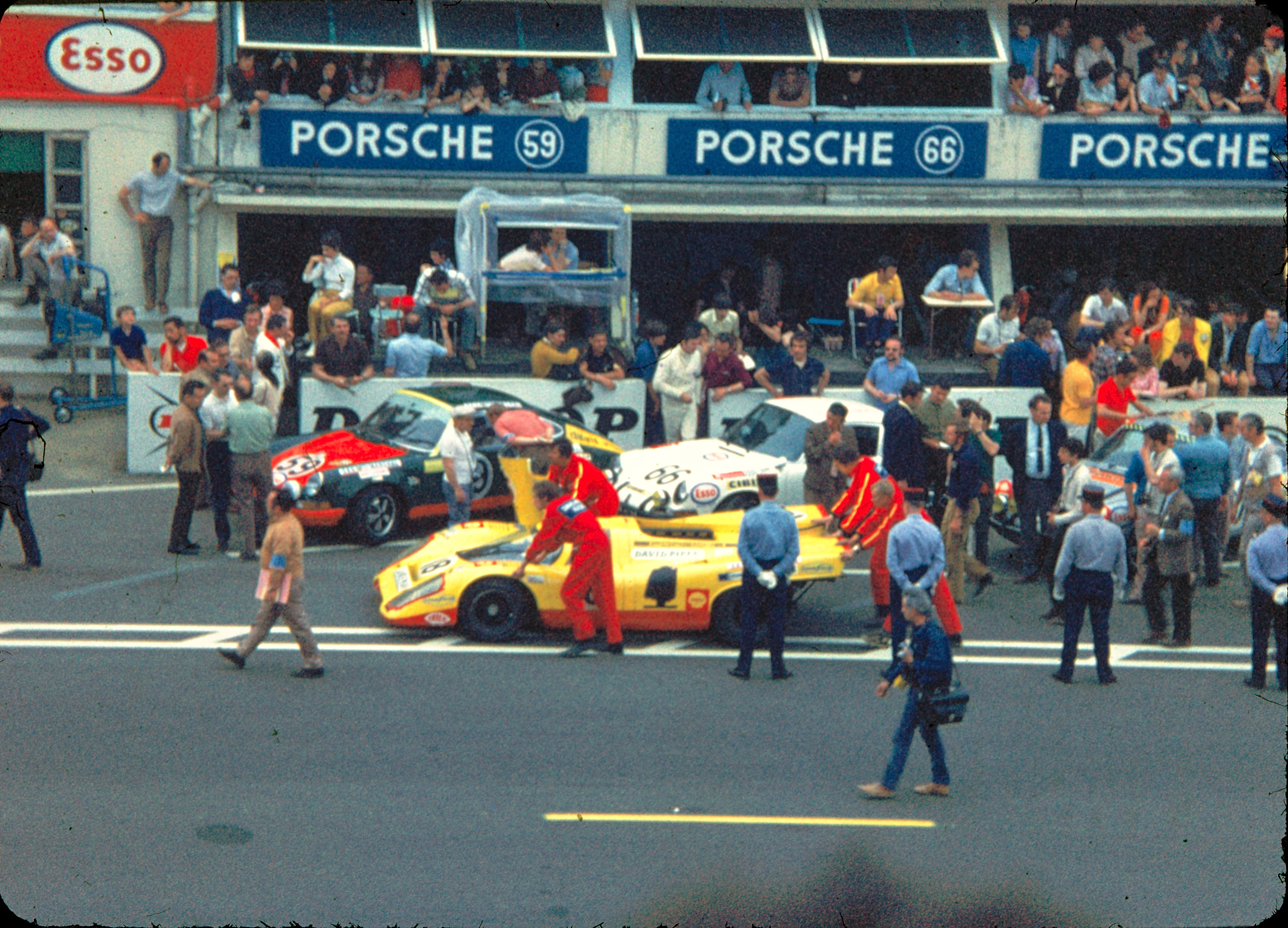
Porsche 917 von AAW Racing in Le Mans 1970 – mit diesem Fahrzeug fuhr Laine unter anderem das 1000-km-Rennen von Monza

Hans „Hasse“ Laine (* 25. April 1945 in Helsinki; † 30. Mai 1970 auf dem Nürburgring) war ein finnischer Automobilrennfahrer.
Laine fuhr ab 1966 hauptsächlich Rallyes für verschiedene Hersteller sowie ab 1969 internationale Sportwagenrennen mit Porsche-Fahrzeugen. 1970 verunglückte er auf der Nordschleife des Nürburgrings tödlich.

## Karriere
Hans Laine wurde 1945 als Sohn von Holger Laine in Helsinki geboren. Holger Laine betrieb mit seinem Geschäftspartner Pentti Keinänen ein Autohaus im Helsinkier Stadtteil Ruskeasuo und war eine treibende Kraft hinter den Eläintarhanajot, jährlichen Rennen in verschiedenen Rennklassen, die bis 1963 auf einer Strecke im Tierpark von Helsinki ausgetragen wurden. Dadurch kam sein Sohn Hans schon früh mit dem Motorsport in Kontakt. 1965 trat Hans Laine zusammen mit seinem Vater in einem Kurzfilm des finnischen Regisseurs Hannu Karpo auf; beide fuhren dort als Stuntmen einen Pkw, der in eine Kollision an einer Kreuzung verwickelt wurde. Zudem begann er, Rallyes in Finnland zu fahren. Sein Beifahrer bei fast allen Veranstaltungen war sein Bruder Henry Laine.
Auf einem Volvo PV544 erreichte er bei der Salpausselkä Ralli den zweiten Platz. 1967 fuhr er Datsun 1600 und VW 1600 Typ 3, erreichte aber keine wirklichen Erfolge. Nennenswert ist aber seine Teilnahme an der Rallye Akropolis, bei der der international noch unerfahrene Laine zusammen mit Järvi Anssi den siebten Platz erreichte und viele teils erfahrene Fahrer hinter sich ließ. 1968 erreichte er keine großen Erfolge. 1969 stieg Laine auf einen Porsche 911 S um und gewann die Tott-Porrassalmi-Rallye. Bemerkenswert ist seine Teilnahme an der 1000-Seen-Rallye im gleichen Jahr, bei der er lange Zeit führte, dann aber mit Getriebeschaden aufgeben musste. Er hatte sich bei der Rallye bis dahin deutlich gegen viele später erfolgreiche Rallyefahrer wie Timo Mäkinen, Simo Lampinen und Hannu Mikkola durchgesetzt. Mitte 1969 wechselte Laine auf die Rundstrecke.
Die erste internationale Großveranstaltung für Hans Laine war das 1000-km-Rennen auf dem Nürburgring 1969, an dem er zusammen mit dem Schweden Sten Axelsson auf Porsche 906 teilnahm. Das Duo belegte den fünften Platz in der S-Klasse für 2-Liter-Fahrzeuge und damit den 13. Platz in der Gesamtwertung. Der Generalimporteur für Porsche und Volkswagen in Finnland, Antti Aarnio-Wihuri, wurde auf Laine aufmerksam und verpflichtete ihn auf Anraten seines ehemaligen Schützlings Leo Kinnunen, der zu John Wyer Automotive gewechselt war, für sein AAW Racing Team in der Sportwagen-Weltmeisterschaft 1970. Laines Teamkollege wurde der Niederländer Gijs van Lennep. Das Duo debütierte auf einem Porsche 908/02 in der kleineren P-Klasse für 3-Liter-Motoren beim 24-Stunden-Rennen von Daytona, fiel aber aus. Auch beim folgenden 12-Stunden-Rennen von Sebring kam Laine nicht ins Ziel. Erfolg stellte sich zum Europaauftakt der Saison aber recht schnell ein und beim verregneten 1000-km-Rennen von Brands Hatch erzielten Laine/Van Lennep mit dem vierten Platz in der Gesamtwertung ihren ersten Klassensieg. Für das folgende Rennen in Monza hatte Aarnio-Wihuri einen Porsche 917K für die S 5.0-Klasse gekauft, wodurch Laine nun direkt am Kampf um den Gesamtsieg teilnehmen konnte. Laine und Van Lennep erreichten aber nur den elften Platz.
Eine weitere große Leistung vollbrachte Hans Laine bei der Targa Florio 1970. Während sein Landsmann Leo Kinnunen durch eine ungestüme Aufholjagd im letzten Renndrittel den zweiten Rang erreichte, legte auch Laine einen Endspurt ein und überholte in seinem Porsche 908/02 kurz vor dem Ziel den neueren, technisch überlegenen 908/03 von John Wyer Automotive, was den vierten Rang im Gesamtklassement bedeutete. Beim 1000-km-Rennen von Spa-Francorchamps belegte das Team den fünften Platz der Gesamtwertung und gleichzeitig der Klasse für Sportwagen bis 5 Liter Hubraum.

## Unfall und Tod
Die vielversprechende Karriere des bei den finnischen Fans wie auch bei seinen Konkurrenten beliebten Hans Laine nahm bereits beim folgenden Lauf, dem 1000-km-Rennen auf dem Nürburgring 1970, ein tragisches Ende. Laine war mit Gijs van Lennep als eine von drei Mannschaften des Teams von Antti Aarnio-Wihuri zum Rennen gemeldet und befand sich am Samstag vor dem Rennen auf einer Trainingsrunde, als er tödlich verunglückte. Grund war eine unglückliche Kombination mehrerer Faktoren: Der Frontspoiler des Porsche 908/02 war in der Box entfernt worden, ohne dass Laine es bemerkt hatte, was den Anpressdruck an der entscheidenden Stelle zu stark verringerte. Außerdem herrschte starker Gegenwind, der das Fahrzeug beim Abheben der vorderen Chassishälfte, bedingt durch den flachen Unterboden, weiter anhob. Auch der Reifendruck war falsch eingestellt. Van Lennep war vorher mit dem Fahrzeug gefahren und an gleicher Stelle beinahe verunfallt. Er ließ daraufhin den Reifendruck prüfen, wobei sich herausstellte, dass die Reifen fast doppelt so stark aufgepumpt waren wie notwendig. Dadurch wurde das Fahrzeugverhalten teilweise unberechenbar. Dieser Fehler wurde aber nur beim aktiven Reifensatz korrigiert; die Reservereifen wurden übersehen. Da diese ebenfalls eingefahren werden mussten, ließ Laine sie in Unkenntnis des Druckproblems vor seinem Trainingslauf anbringen.
Laine befand sich auf der langen Geraden auf Höhe Antoniusbuche, als er mit hoher Geschwindigkeit die dortige Bodenwelle überfuhr. Der Porsche hob ab, überschlug sich, wurde beim Aufprall völlig zerstört und blieb kopfüber liegen. Laine war laut einer Aussage zunächst noch am Leben, starb dann aber durch die Flammen des sich entzündenden Benzins aus den geborstenen Tanks des Fahrzeuges. Seine Rettung durch die Streckenposten musste mangels feuerfester Ausrüstung und Feuerlöschern vorzeitig abgebrochen werden. Hannu Kahi, zuständig für die Ermittlung der Unfallursache, äußerte aber im Gegensatz zu dieser Schilderung, dass Laine bereits beim Aufprall durch Genickbruch gestorben und das vom Streckenarzt auch entsprechend festgestellt worden sei. Außerdem habe der Wagen sofort gebrannt, was jede Rettungsaktion unmöglich gemacht hätte. Diese Beobachtung äußerte auch der Fahrer Claude Haldi, der mit seinem Porsche 911 zum Zeitpunkt des Unfalls direkt hinter Laine fuhr. Als Reaktion auf den Verlust ihres Teamkollegen starteten Gijs van Lennep und die zweite AAW-Mannschaft mit Pauli Toivonen und Sten Axelsson nicht zum Rennen. Auch Laines enger Freund Leo Kinnunen war vom Unglück entsetzt, startete unter vertraglichem Zwang zum Rennen am nächsten Tag nur äußerst widerwillig und schied nach einem Unfall früh aus.

## Sonstiges
Hans Laine hatte bereits seit Kindesalter den Spitznamen „Hasse“. Er sprach neben seiner Muttersprache Finnisch auch Schwedisch, Englisch und etwas Deutsch.
Zu seiner Trauerfeier in der Kathedrale von Espoo waren neben seiner Familie auch die Fahrerkollegen Gijs van Lennep, Hannu Mikkola und Tommi Mäkinen anwesend. Hans Laine wurde auf dem angrenzenden Kathedralenfriedhof bestattet.

## Statistik

### Sebring-Ergebnisse
| Jahr | Team            | Fahrzeug       | Teamkollege     | Platzierung | Ausfallgrund |
| ---- | --------------- | -------------- | --------------- | ----------- | ------------ |
| 1970 | Racing Team AAW | Porsche 908/02 | Gijs van Lennep | Ausfall     | Defekt       |

### Einzelergebnisse in der Sportwagen-Weltmeisterschaft
| Saison | Team            | Rennwagen                  | 1   | 2   | 3   | 4   | 5   | 6   | 7   | 8   | 9   | 10  |
| ------ | --------------- | -------------------------- | --- | --- | --- | --- | --- | --- | --- | --- | --- | --- |
| 1969   | Sten Axelsson   | Porsche 906                | DAY | SEB | BRH | MON | TAR | SPA | NÜR | LEM | WAT | ZEL |
| 1969   | Sten Axelsson   | Porsche 906                |     |     |     | 13  |     |     |     |     |     |     |
| 1970   | Racing Team AAW | Porsche 908/02 Porsche 917 | DAY | SEB | BRH | MON | TAR | SPA | NÜR | LEM | WAT | ZEL |
| 1970   | Racing Team AAW | Porsche 908/02 Porsche 917 | DNF | DNF | 4   | 11  | 4   | 5   | PO  |     |     |     |